# Saison 8 de 24 Heures chrono
Chronologie
Saison 7 24: Live Another Day
La saison 8 de la série télévisée 24 heures Chrono, est la huitième journée des aventures de Jack Bauer.
La saison débute à 16 heures et s'achève à la même heure le lendemain. L'action se déroule 18 mois après les événements de la saison 7 à New York. Ainsi l'action de cette saison se déroulerait en septembre 2014, bien que l'épisode ne soit pas daté.

## Distribution

### Acteurs principaux
- Kiefer Sutherland : Jack Bauer (24/24)
- Mary Lynn Rajskub : Chloe O'Brian (24/24)
- Annie Wersching : Renee Walker (13/24)
- Cherry Jones : Présidente Allison Taylor (20/24)
- Anil Kapoor : Président Omar Hassan (15/24)
- Mykelti Williamson : Brian Hastings, directeur de la cellule antiterroriste de New York (17/24)
- Katee Sackhoff: Dana Walsh, analyste à la cellule (20/24)
- Chris Diamantopoulos : Rob Weiss, chef de cabinet à la Maison-Blanche (12/24)
- John Boyd : Arlo Glass, analyste à la cellule (24/24)
- Freddie Prinze Jr. : Cole Ortiz ; chef des équipes de terrain (24/24)

### Acteurs récurrents
- Necar Zadegan : Dalia Hassan
- Nazneen Contractor : Kayla Hassan
- Navid Negahban : Jamot
- TJ Ramini : Tarin Faroush
- Mido Hamada (en) : Samir Mehran
- Bob Gunton : Secrétaire d'État Ethan Kanin
- Clayne Crawford : Kevin Wade
- Gregory Itzin : Charles Logan
- Frank John Hughes : Tim Woods
- Reed Diamond : Jason Pillar
- Akbar Kurtha (en) : Farhad Hassan
- Jürgen Prochnow : Sergueï Bashaev
- Graham McTavish : Mickhail Novakovich
- David Anders : Josef Bazhaev
- Jennifer Westfeldt : Meredith Reed
- Michael Madsen : Jim Ricker
- Michael Filipowich : Nick Coughlin
- Nick Jameson : Président russe Yuri Suvarov
- Stephen Root : Bill Prady
- Callum Keith Rennie : Vladimir Laitanan
- Elisha Cuthbert : Kim Bauer
- Paul Wesley : Stephen
- Benito Martinez : Victor Aruz
- Rami Malek : Marcos

## Synopsis
Définitivement remis de l’intoxication qui avait manqué de le tuer à la fin de la saison 7, Jack Bauer vit paisiblement à New York avec sa fille Kim et sa petite-fille Terry. Alors qu’il est sur le point de rentrer à Los Angeles, il découvre qu’un attentat se prépare contre le président du Kamistan Omar Hassan, venu à New York pour signer un important accord de paix avec la présidente Allison Taylor à l’ONU. Poussé par sa fille Kim, Jack accepte d’aider la CTU de New York, dirigée par Brian Hastings, à empêcher l’attentat. L’occasion pour lui de refaire équipe avec Chloé O’Brian qui a intégré l’équipe new-yorkaise.
Jack parvient à empêcher l’assassinat d’Hassan in extremis mais découvre que les opposants kamistanais au traité de paix, dirigés par le frère du président, Farhad, s’apprêtent à acheter des barres d’uranium militairement enrichi à un groupe de la mafia russe appelé Place Rouge. Hastings décide donc de monter une opération d’infiltration dans le gang afin de retrouver l’uranium et, dans ce but, fait appel à Renée Walker qui avait infiltré l’organisation dans le passé. Mais à la suite de la torture d’Alan Wilson à la fin de la saison 7, Renee a été renvoyée et a tenté de se suicider. Elle accepte pourtant de participer à l’opération malgré les réticences de Jack qui la trouve trop instable psychologiquement.
Durant l’opération, Renee craque et poignarde à mort Vladimir Lettanan, un gangster russe qui venait de la violer. Jack parvient à arrêter le chef de Place Rouge, Sergei Bashaev, mais il est déjà trop tard : son fils Josef vient de fournir l’uranium aux Kamistanais contre son accord. Farhad désire alors ramener l’uranium au Kamistan mais son lieutenant, Samir Mehran, le trahit, préférant utiliser l’uranium pour confectionner une bombe sale qu’il fera exploser dans New York. Quant à Jack, il accepte de continuer à collaborer avec la CTU si Hastings abandonne les charges contre Renee. Pendant ce temps, l’analyste Dana Walsh, qui s’apprête à se marier avec l’agent de terrain Cole Ortiz, doit lutter contre des démons du passé qui viennent la hanter. Pris dans un violent accès de paranoïa, Hassan traque ses ennemis au Kamistan et parmi sa délégation malgré les protestations de Taylor.
Malgré tous ses efforts, Jack n’arrive pas à contrecarrer les plans des terroristes qui parviennent à faire exploser une EMI à la CTU et à ramener la bombe sale à Manhattan. Mehran demande alors à Taylor de lui remettre Hassan en échange de la bombe. Malgré le refus de la présidente, son conseiller Rob Weiss monte en secret une opération pour livrer Hassan aux terroristes qui remettent la bombe à la CTU. Jack découvre alors que Walsh n’est autre qu’une taupe de Mehran et parvient ainsi à retrouver et tuer celui-ci mais malheureusement trop tard : Mehran avait en effet égorgé Hassan bien avant leur arrivée.
Hassan mort, le processus de paix est en danger mais Taylor obtient du Parlement kamistanais qu’il nomme Dalia, la veuve d’Omar, comme présidente. Malheureusement, Mikail Novakovitch, le délégué russe, refuse de signer le traité avec Dalia. En effet, c’est lui qui finançait Place Rouge et Merhan depuis le début afin de trouver un prétexte pour annuler l’accord de paix défavorable à la Russie. Pendant ce temps, Jack rentre chez lui et couche avec Renee. Malheureusement, craignant d’être découvert par l’ancien agent du FBI, Novakovitch fait assassiner Renee par un sniper.
Taylor décide de faire appel à Charles Logan pour faire revenir Novakovitch à la table des négociations. Logan menace alors Novakovitch de révéler sa machination et ce dernier accepte de signer ce traité. Quand Taylor l’apprend elle préfère le taire afin de protéger l’accord de paix.
Mais Jack, qui a soif de revanche, refuse de laisser les Russes s’en tirer. Traqué par la CTU, maintenant dirigée par Chloe, et les hommes de Logan, Jack tue Walsh et Novakovitch avant d’apprendre que le réel responsable de la mort de Renee n’est autre que le Président russe Youri Souvarov lui-même. Mais Chloe fait comprendre à Jack qu’il ne peut pas tuer Souvarov et qu’il faut trouver un autre moyen de dénoncer les crimes russes. Taylor comprendra finalement que cet accord de paix n’est pas viable et dénoncera au dernier moment le complot russe avant de se rendre à la justice.
Enlevé par un commando de Logan (qui a préféré se suicider plutôt que de se rendre), Jack est sauvé au dernier moment par l’intervention de Taylor qui lui conseille de quitter le pays. La saison se termine par les émouvants adieux de Jack à Chloe.

## Épisodes

### Épisode 1: 16h00 - 17h00
- États-Unis /  Canada : 17 janvier 2010 sur FOX / Global[1]
- France : 11 mars 2011 sur TSR1 sur Canal+

- États-Unis : 11,50 millions de téléspectateurs[2] (première diffusion)
- Canada : 1,421 million de téléspectateurs[3] (première diffusion)

### Épisode 2: 17h00 - 18h00
- États-Unis /  Canada : 17 janvier 2010 sur FOX / Global
- France : 11 mars 2011 sur TSR1 sur Canal+

- États-Unis : 11,32 millions de téléspectateurs[2] (première diffusion)
- Canada : 1,421 million de téléspectateurs[3] (première diffusion)

### Épisode 3: 18h00 - 19h00
- États-Unis /  Canada : 18 janvier 2010 sur FOX / Global
- France : 18 mars 2011 sur TSR1 sur Canal+

- États-Unis : 10,56 millions de téléspectateurs[4] (première diffusion)
- Canada : 1,386 million de téléspectateurs[5] (première diffusion)

### Épisode 4: 19h00 - 20h00
- États-Unis /  Canada : 18 janvier 2010 sur FOX / Global
- France : 18 mars 2011 sur TSR1 sur Canal+

- États-Unis : 10,4 millions de téléspectateurs
- Canada : 1,1 million de téléspectateurs

### Épisode 5: 20h00 - 21h00
- États-Unis /  Canada : 25 janvier 2010 sur FOX / Global
- France : 25 mars 2011 sur TSR1 sur Canal+

- États-Unis : 10,69 millions de téléspectateurs[6] (première diffusion)
- Canada : 1,259 million de téléspectateurs[7] (première diffusion)

### Épisode 6: 21h00 - 22h00
- États-Unis /  Canada : 1er février 2010 sur FOX / Global
- France : 25 mars 2011 sur TSR1 sur Canal+

- États-Unis : 9,76 millions de téléspectateurs[8] (première diffusion)
- Canada : moins de 1,146 million de téléspectateurs

### Épisode 7: 22h00 - 23h00
- États-Unis /  Canada : 8 février 2010 sur FOX / Global
- France : 1er avril 2011 sur TSR1 sur Canal+

- États-Unis : 10,18 millions de téléspectateurs[9] (première diffusion)
- Canada : 1,273 million de téléspectateurs[10] (première diffusion)

### Épisode 8: 23h00 - Minuit
- États-Unis /  Canada : 15 février 2010 sur FOX / Global
- France : 1er avril 2011 sur TSR1 sur Canal+

- États-Unis : 8,49 millions de téléspectateurs[11] (première diffusion)
- Canada : 1,218 million de téléspectateurs[12] (première diffusion)

### Épisode 9: Minuit - 01h00
- États-Unis /  Canada : 22 février 2010 sur FOX / Global
- France : 8 avril 2011 sur TSR1 sur Canal+

- États-Unis : 8,73 millions de téléspectateurs[13] (première diffusion)
- Canada : 1,04 million de téléspectateurs[14] (première diffusion)

### Épisode 10: 01h00 - 02h00
- États-Unis /  Canada : 1er mars 2010 sur FOX / Global
- France : 8 avril 2011 sur TSR1 sur Canal+

- États-Unis : 8,56 millions de téléspectateurs[15] (première diffusion)
- Canada : 1,123 million de téléspectateurs[16] (première diffusion)

### Épisode 11: 02h00 - 03h00
- États-Unis /  Canada : 8 mars 2010 sur FOX / Global
- France : 15 avril 2011 sur TSR1 sur Canal+

- États-Unis : 8,91 millions de téléspectateurs[17] (première diffusion)
- Canada : 1,493 million de téléspectateurs[18] (première diffusion)

### Épisode 12: 03h00 - 04h00
- États-Unis /  Canada : 15 mars 2010 sur FOX / Global
- France : 15 avril 2011 sur TSR1 sur Canal+

- États-Unis : 9,03 millions de téléspectateurs[19] (première diffusion)
- Canada : 1,529 million de téléspectateurs[20] (première diffusion)

### Épisode 13: 04h00 - 05h00
- États-Unis /  Canada : 22 mars 2010 sur FOX / Global
- France : date inconnue sur Canal+

- États-Unis : 8,54 millions de téléspectateurs[21] (première diffusion)
- Canada : 1,306 million de téléspectateurs[22] (première diffusion)

### Épisode 14: 05h00 - 06h00
- États-Unis /  Canada : 29 mars 2010 sur FOX / Global

- États-Unis : 8,31 millions de téléspectateurs[23] (première diffusion)
- Canada : 1,092 million de téléspectateurs[24] (première diffusion)

### Épisode 15: 06h00 - 07h00
- États-Unis /  Canada : 5 avril 2010 sur FOX / Global

- États-Unis : 6,62 millions de téléspectateurs[25] (première diffusion)
- Canada : 1,228 million de téléspectateurs[26] (première diffusion)

### Épisode 16: 07h00 - 08h00
- États-Unis /  Canada : 5 avril 2010 sur FOX / Global

- États-Unis : 7,90 millions de téléspectateurs[25] (première diffusion)
- Canada : 1,228 million de téléspectateurs[26] (première diffusion)

### Épisode 17: 08h00 - 09h00
- États-Unis /  Canada : 12 avril 2010 sur FOX / Global

- États-Unis : 8,33 millions de téléspectateurs[27] (première diffusion)
- Canada : 1,242 million de téléspectateurs[28] (première diffusion)

### Épisode 18: 09h00 - 10:00
- États-Unis /  Canada : 19 avril 2010 sur FOX / Global

- États-Unis : 8,94 millions de téléspectateurs[29](première diffusion)
- Canada : 1,187 million de téléspectateurs[30] (première diffusion)

### Épisode 19: 10:00 - 11:00
- États-Unis /  Canada : 26 avril 2010 sur FOX / Global

- États-Unis : 9,19 millions de téléspectateurs[31] (première diffusion)
- Canada : 1,506 million de téléspectateurs[32] (première diffusion)

### Épisode 20: 11:00 - Midi
- États-Unis /  Canada : 3 mai 2010 sur FOX / Global

- États-Unis : 9 millions de téléspectateurs[33] (première diffusion)
- Canada : 1,242 million de téléspectateurs[34] (première diffusion)

### Épisode 21: Midi - 13h00
- États-Unis /  Canada : 10 mai 2010 sur FOX / Global

- États-Unis : 8,51 millions de téléspectateurs[35] (première diffusion)
- Canada : 1,151 million de téléspectateurs[36] (première diffusion)

### Épisode 22: 13h00 - 14h00
- États-Unis /  Canada : 17 mai 2010 sur FOX / Global

- États-Unis : 8,98 millions de téléspectateurs[37] (première diffusion)
- Canada : 1,366 million de téléspectateurs[38] (première diffusion)

### Épisode 23: 14h00 - 15h00
- États-Unis /  Canada : 24 mai 2010 sur FOX / Global

- États-Unis : 8,39 millions de téléspectateurs[39] (première diffusion)
- Canada : 1,393 million de téléspectateurs[40] (première diffusion)

### Épisode 24: 15h00 - 16h00
- États-Unis /  Canada : 24 mai 2010 sur FOX / Global

- États-Unis : 9,31 millions de téléspectateurs[39] (première diffusion)
- Canada : 1,393 million de téléspectateurs[40] (première diffusion)